# Čajniče (kommun)
Kommunen Čajniče (serbiska: Opština Čajniče, kyrillisk skrift: Општина Чајниче) är en kommun i Serbiska republiken i sydöstra Bosnien och Hercegovina. Kommunen hade 4 895 invånare vid folkräkningen år 2013, på en yta av 274,16 km².
Av kommunens befolkning är 81,14 % serber, 18,06 % bosniaker, 0,18 % montenegriner och 0,12 % kroater (2013).